# خزانه‌داری

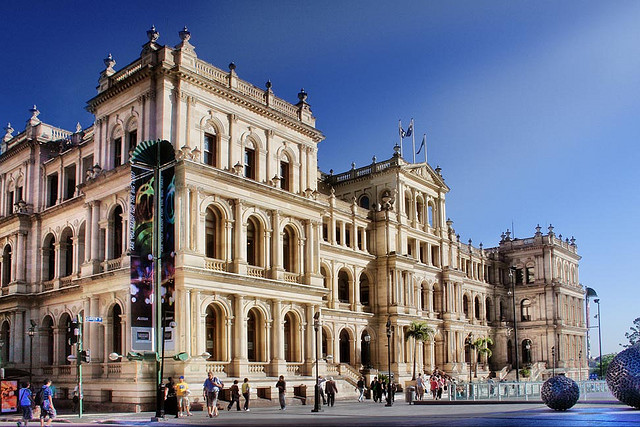
بریزبن خزانه کازینو

خزانه یا خزانه‌داری دارای دو معنا است.
- سازمانی دولتی که حساب‌های درآمدی و هزینه‌های دولت را نگهداری می‌کند. در ایران این اداره وزارت امور اقتصادی و دارایی نام دارد و بخشی از آن خزانه‌داری کل است.
- جایی که در آن پول یا فلزات گران‌بها و جواهرات مانند طلا، الماس و… نگهداری می‌شود. همچنین شاید بتوان خزانه‌داری را فعالیتی دانست که در آن منابع مالی نقد یک سازمان مدیریت می‌شود. خزانه‌داری را می‌توان بخشی از حسابداری به‌شمار آورد.

این واژه در دوران باستان به ساختمان‌هایی گفته می‌شده که محل نگهداری ثروت پادشاهان یا نذورات مردم برای خدایان بوده‌است.

## تاریخچهٔ خزانه‌داری در ایران
ادارهٔ خزانه‌داری کل: اداره‌ای که کارهای خزانه‌داری یک کشور را انجام دهد. کتب مالیهٔ عمومی، خزانه را با عنوان صندوق و سازمان هماهنگ‌کنندهٔ دخل و خرج کشور، تعریف کرده‌اند.

### سیر خزانه از قدیم تاکنون
ایرانیان از زمان هخامنشیان برای دریافت مالیات و امور مالی کشور دفاتر و سازمان‌های منظم و مرتبی دایر کردند. در زمان ساسانیان این‌گونه دفاتر و سازمان‌ها کامل‌تر شد و به سه گونه مالیات دریافت می‌شد:
1. مالیات اراضی یا خراج
2. مالیات سرانه
3. مالیات سرشماری.

اما پس از تسلط اعراب بر کشور ایران، به جای خزانه‌داری کشور، واژهٔ «بیت‌المال» در اسناد تاریخی جای گرفت و مالیات به صورت زکات، صدقات و جزیه دریافت می‌گردید. اما با استقرار دولت‌های ایرانی مجدداً وضعیت دفترهای مالی کشور دارای نظم و ترتیب دیگری شد و سلسله پادشاهان ایران، پس از حملهٔ اعراب، هر کدام به روش خاصی به امورات مربوط به درآمد و هزینهٔ کشور پرداختند.
بر اساس شواهد تاریخی در همهٔ دوران سلاطین، پادشاهان و خلفا توجه خاصی به خزانه داشته‌اند و همواره مراقب بوده‌اند که حساب و کتاب داشته باشند. گر چه این مراقبت و حساب‌خواهی نه برای حفظ وجوه عمومی یا به عبارت دیگر از راه دلسوزی به بیت‌المال، بلکه به این دلیل بوده که آن‌ها خزانه را ملک مطلق و مایملک شخصی خود می‌پنداشتند و امور شخصی آن‌ها به هر حال باید از این طریق اداره می‌شد.
به عنوان نمونه نادرشاه افشار در کلات نادری خزانهٔ خود را نگهداری می‌کرد. نادرشاه سه گنج داشت. یکی گنج متحرک که در سفرها نیز به همراه داشت و شامل سکه‌ها، شمشیرها و تفنگ‌های مرصع، ظروف زرین، چادر (خیمه)های زربفت و سایر اقلام باارزش می‌شد. گنج دوم و سوم در قلعه‌ای طبیعی به نام کلات نادری نگهداری می‌شد و خزانهٔ ثابت نادر بود. مالیات یا خراج ولایات به‌وسیلهٔ محصلین مالیات وصول و به گنج کوچک نادر در کلات منتقل می‌شد. هر از گاهی موجودی گنج کوچک به خزانهٔ اصلی با نظارت مستقیم نادرشاه منتقل می‌شد. نقل شده‌است که از موجودی گنج (خزانه) اصلی هیچ‌کس جز نادر اطلاعی در اختیار نداشت و حتی کلید آن نیز در اختیار خود نادرشاه بوده‌است. در خزانهٔ نادرشاه حساب موجودی‌ها در «دستک» (دفتر و دستک امروزی از همان ریشه است) نگهداری می‌شد.
تعبیر خزانه به شکل امروزی در ایران بعد از سال‌های انقلاب مشروطه مطرح شد. از آن‌جا که در قانون اساسی انقلاب مشروطه نامی از خزانه برده نشده بود، پس از انقلاب مشروطه نیز در قانون اساسی و متمم آن اشارهٔ صریحی به خزانه نشده‌است، به‌جز این‌که در متمم اصل ۱۰۰ تصریح شده‌است که هیچ مرسوم و انعامی به خزانهٔ دولت حواله نمی‌شود، مگر به موجب قانون.
پس از تشکیل مجلس و وضع قوانین برای امور مختلف کشور، قانونی هم به نام تشکیلات وزارت مالیهٔ کل مملکت در سال ۱۲۸۶ هجری شمسی تصویب و ناصرالملک به عنوان نخستین وزیر مالیه از مجلس شورای ملی رأی اعتماد گرفت و در مادهٔ ۱۳ قانون تشکیل وزارت مالیهٔ کل مملکت، اصول و وظایف خزانه‌داری کل تعیین شد.
- در سال ۱۲۸۹ هجری شمسی، خزانه‌داری کل، گمرک و وصول عایدات به عنوان مهم‌ترین سازمان‌های وزارت مالیه مطرح شد.
- در سال ۱۲۹۰ وزارت مالیه به ۹ اداره تقسیم شد: (دایرهٔ وزارتی، تشخیص عایدات و خالصات و مسکوکات خزانه‌داری کل، محاسبات کل و دیون عمومی و وظایف گمرکات، محاکمات مالیه، کمیسیون تطبیق حواله‌جات، پرسنل و ملزومات و مجلس و مشاورهٔ عالی برای محاکمات اداری).
- سال ۱۲۹۲ قانونی تحت عنوان «قانون تشکیل ترتیبات مالیاتی مملکت ایران» به تصویب مجلس رسید که خزانه‌داری کل را مأمور نظارت مستقیم نمود و تشکیلاتی نیز مناسب وظایف مذکور در همین قانون پیش‌بینی شد.
- در سال ۱۳۰۱ امور خزانه به دست یک مستشار آمریکایی به نام میلسپو سپرده شد.
- در سال ۱۳۱۲، تغییراتی در وضع مالی و اقتصادی کشور به وجود آمد که حدود ۴۰ شرکت بازرگانی تأسیس شد.
- در سال ۱۳۴۹ قانون محاسبات عمومی جایگزین قانون سال ۱۳۱۲ شد.

لازم است ذکر شود که تشخیص مالیات بر عهدهٔ سازمان تشخیص و وصول مالیات‌ها به عهدهٔ خزانه بوده‌است.
- در سال ۱۳۶۶ قانون جدید محاسبات عمومی کشور به تصویب مجلس شورای اسلامی رسید. در این قانون، وظایف و تکالیف و اختیارات مشخصی در رابطه با پرداخت درخواست وجه ذی‌حسابان، واگذاری تنخواه گردان خزانه، استان و حسابداری، افتتاح حساب‌های بانکی برای تمرکز وجوه درآمدها و سایر منابع تأمین اعتبار، افتتاح حساب برای تمرکز وجوه سپرده، افتتاح حساب‌های بانکی پرداخت برای وزارتخانه‌ها و سازمان‌های دولتی، تهیه و تنظیم حساب‌های دریافت و پرداخت ماهانه و اختیارات لازم در خصوص برداشت از سایر حساب‌ها برای رفع نیازهای ضروری، برای خزانه تعیین شده‌است.